# HMMWV
HMMWV (od ang. high-mobility multipurpose wheeled vehicle, wielozadaniowy pojazd kołowy o wysokiej mobilności), potocznie Humvee – samochód terenowy opracowany dla armii Stanów Zjednoczonych przez przedsiębiorstwo AM General. W latach 1992–2006 pojazd wytwarzano w cywilnej wersji jako Hummer H1.

## Historia

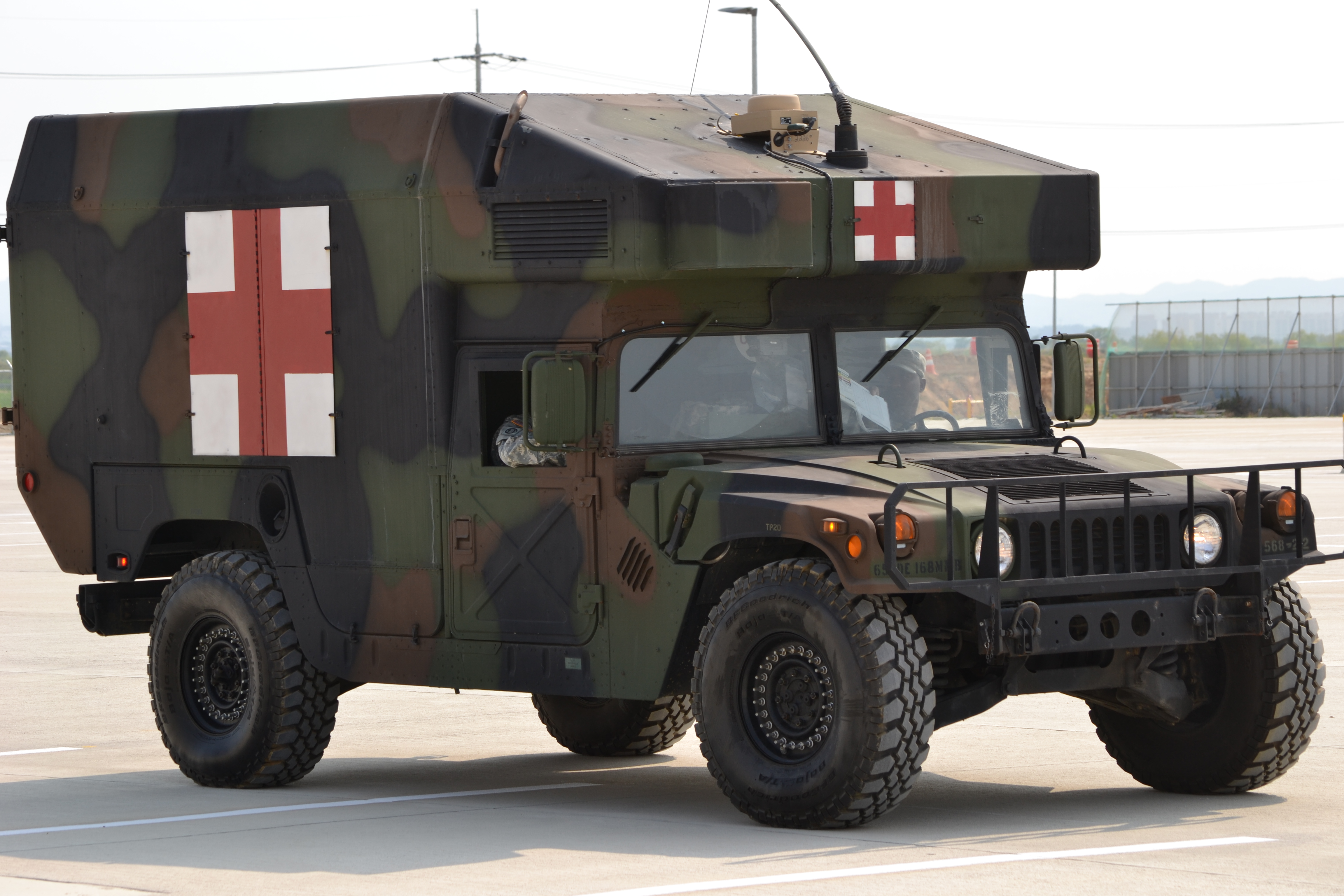
HMMWV w wersji ambulansowej (M997)

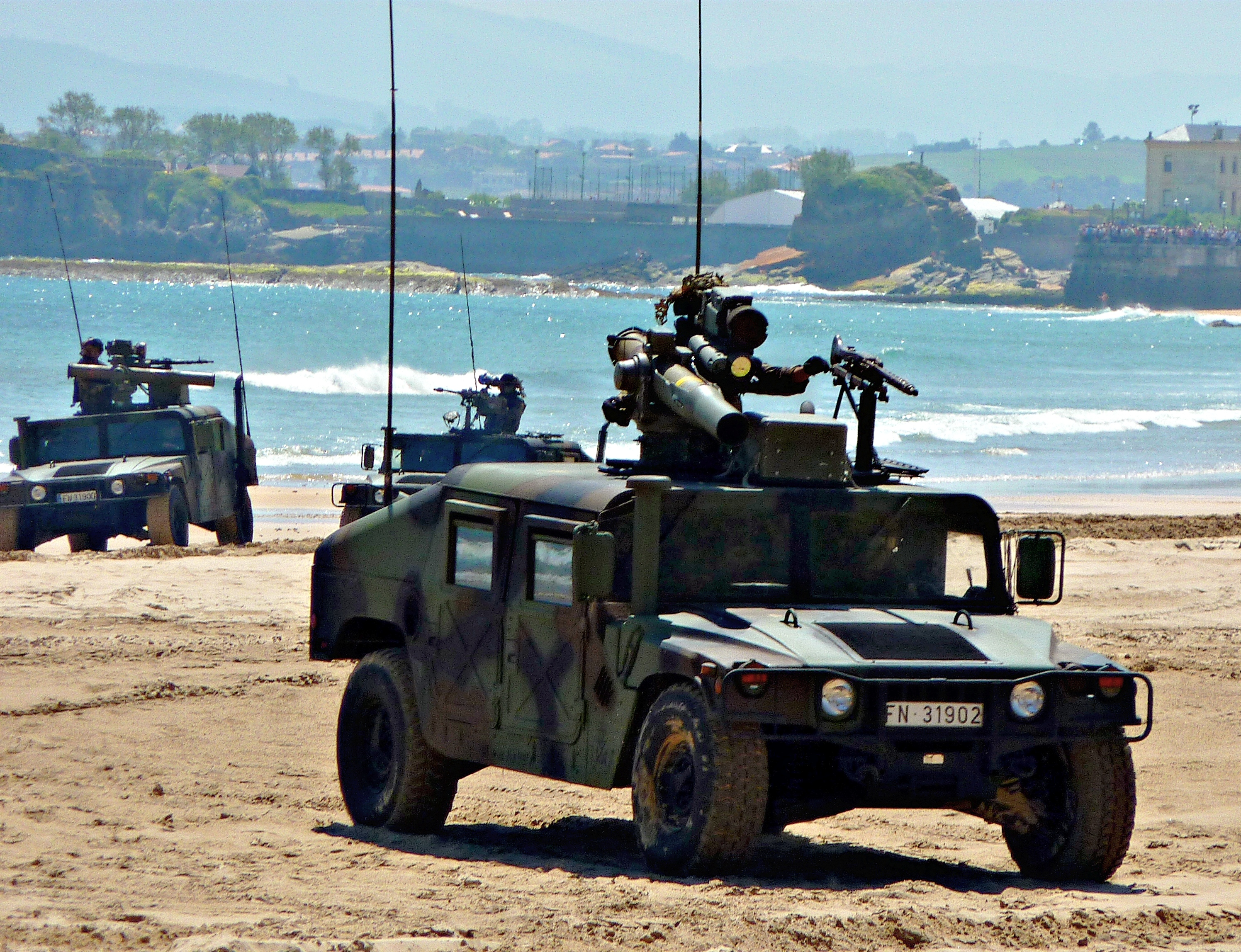
HMMWV wyposażony w wyrzutnię BGM-71 TOW

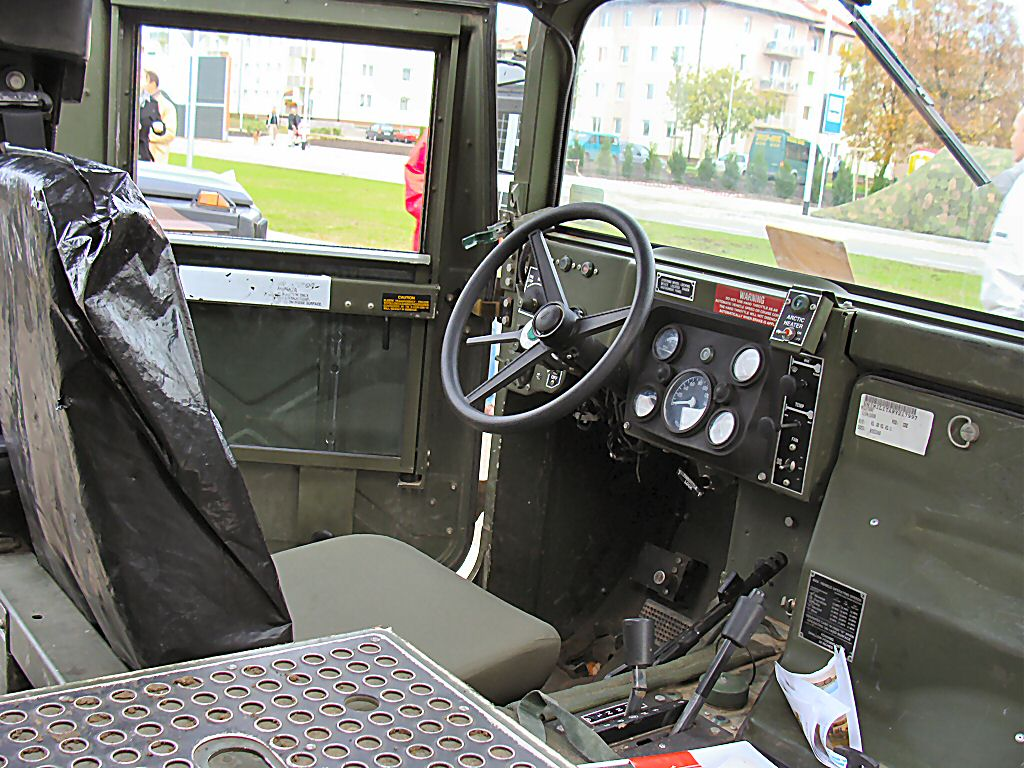
HMMWV - wnętrze

Wstępny projekt wielozadaniowego samochodu terenowego opracowanego dla armii Stanów Zjednoczonych powstał w 1979 roku. Oznaczono go jako M998 High Mobility Multi-Purpose Wheeled Vehicle. Miał on zastąpić pojazdy typu M151 i inne, starsze, pozostałe jeszcze w służbie lekkie pojazdy taktyczne. Po wygranym przetargu w 1983 rozpoczęły się przygotowania do rozpoczęcia seryjnej produkcji, do której doszło w 1985 roku. Na świecie samochód jest obecnie używany w wielu armiach (w Europie przez, między innymi, wojska szwajcarskie, łotewskie, polskie, ukraińskie i czeskie) oraz jednostkach ratowniczych, policyjnych i straży pożarnej.
Chrzest bojowy odbył się w czasie interwencji w Panamie, lecz świat poznał go dopiero podczas wojny w Zatoce Perskiej w 1991 roku. W 2008 roku siły zbrojne USA używały 126 tysięcy samochodów rodziny HMMWV.
Od 2004 roku używane są także w ograniczonej liczbie w Wojsku Polskim – początkowo otrzymano w ramach pomocy od USA 217 samochodów kilku modeli w wersji nieopancerzonej. Samochody tej rodziny używane były następnie m.in. w składzie polskich kontyngentów w Iraku i Afganistanie.

### Opis techniczny
Charakteryzuje się stałym napędem na cztery koła, oparciem konstrukcji na stalowej ramie, niezależnym zawieszeniem wszystkich kół, dużą zdolnością do pokonywania przeszkód terenowych, wodoszczelnością całej konstrukcji. Opcjonalnie montowany jest układ elektronicznej regulacji ciśnienia w oponach. Ponadto posiada otwieraną „wyciętą” tylną część wozu, co ułatwia załadunek zaopatrzenia, piechoty oraz rannych.
W wersji wojskowej jest to samochód zdolny do przewożenia czterech żołnierzy, niewielkiego ładunku oraz ciągnięcia niewielkiego działa. Może być wyposażony w karabin maszynowy Browning M2 HB, granatnik automatyczny Mk 19 lub wyrzutnię przeciwpancernych pocisków kierowanych BGM-71 TOW (montowaną na obrotnicy w dachu nadwozia).
Pojazd stosuje się jako transporter piechoty, pojazd lekkiego wsparcia oraz jako sanitarkę. Pojazd HMMWV wykorzystano też w systemie M1097 Avenger jako samobieżną wyrzutnię rakietowych pocisków przeciwlotniczych FIM-92 Stinger. Od 2005 roku na wielu z amerykańskich pojazdów tego typu montuje się systemy uzbrojenia CROWS, pozwalające na zdalne sterowanie bronią z wewnątrz pojazdu, co zwiększa bezpieczeństwo obsługującego ją strzelca.

### Hummer H1

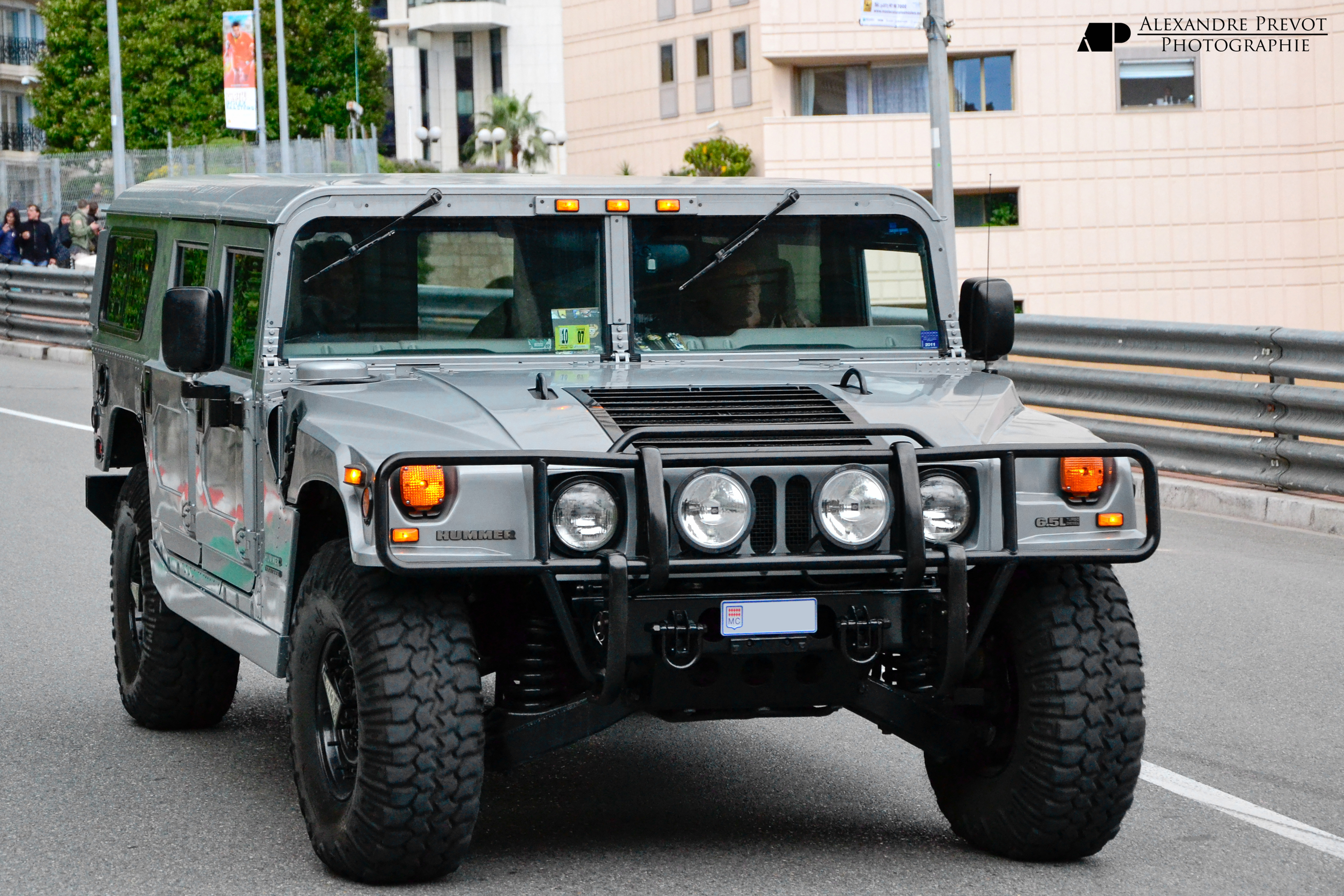
cywilny Hummer H1

Sprzedaż luksusowych, cywilnych wersji – pod nazwą Hummer H1 – rozpoczęła się w 1992 roku. Sześć lat później AM General sprzedał prawa do marki koncernowi General Motors, który przemianował oryginalną nazwę auta na Hummer H1. Pod kątem wizualnym samochód w wiernym stopniu odtworzył koncepcję Humvee, wyróżniając się takimi samymi proporcjami nadwozia, wyglądem detali czy aranżacją kabiny pasażerskiej z fotelem kierowcy oraz pasażera oddzielonym szerokim, dominującym tunelem środkowym. Samochód zniknął z rynku w 2006 roku, a w 2009 roku zlikwidowano markę cywilnych samochodów Hummer.

## Zewnętrzne linki
- HMMWV Technical Manuals (ang.)